# WASP-13 b
WASP-13b— экзопланета открытая в 2008 году по программе SuperWASP. Планета имеет массу в 0,46 от массы Юпитера, но при этом больше его в 1,2 раза. Из-за близости к звезде атмосфера увеличивается в размерах. Орбита находится в 0,05 а. е. от своей звезды.